# Падурени (Берешти-Бистрица)
Падурени (рум. Pădureni) насеље је у Румунији у округу Бакау у општини Берешти-Бистрица. Oпштина се налази на надморској висини од 252 m.

## Становништво
Према подацима из 2002. године у насељу је живело 463 становника, од којих су сви румунске националности.